# Edward Salas
Edward „Eddy“ Salas (* 24. August 1965 in Montevideo) ist ein ehemaliger australischer Radrennfahrer und nationaler Meister im Radsport.

## Sportliche Laufbahn
Salas war Teilnehmer der Olympischen Sommerspiele 1988 in Seoul. Im olympischen Straßenrennen kam er beim Sieg von Olaf Ludwig auf den 6. Platz des Rennens.
1984 und 1988 gewann er die nationale Meisterschaft im Straßenrennen der Amateure, 1993 wurde er Meister bei den Profis. 1986 siegte er bei den nationalen Meisterschaften im Bahnradsport im Zweier-Mannschaftsfahren mit Mark Fulcher als Partner.
Von 1989 bis 1999 war er als Berufsfahrer aktiv, er fuhr für italienische und australische  Radsportteams. 1989 siegte er im Eintagesrennen Gran Premio Industria & Artigianato. 1998 und 1999 gewann er eine Etappe der Herald Sun Tour.